# 彗星
- 上排：深度撞擊號拍攝的坦普爾1號彗星彗核
和羅塞塔號拍攝的彗星67P
- 中排：霍姆斯彗星
和星塵號拍攝的維爾特二號彗星彗核
- 下排：1997年於克羅埃西亞拍攝的海爾博普彗星
和ISS上拍攝到的C/2011 W3彗星

彗星（希臘語：Κομήτης），俗稱掃把星，是由冰構成的太陽系小天體（SSSB）。當朝向太陽接近時，會被加熱並且開始釋氣，展示出可見的大氣層，也就是彗髮，有時也會有彗尾。這些現象是由太陽輻射和太陽風共同對彗核作用造成的。彗核是由鬆散的冰、塵埃和小岩石構成的，大小從P/2007 R5的數百米至海爾博普彗星的數十公里不等，彗尾可能延伸長達一天文單位。
彗星的軌道週期範圍也很大，可以從幾年到幾百萬年。短週期彗星來自超越至海王星軌道之外的柯伊伯帶，或是與離散盤有所關聯。長週期彗星被認為起源於歐特雲，這是在古柏帶外面，伸展至最近恆星一半距離上，由冰凍天體構成的球殼。長週期彗星受到路過恆星和銀河潮汐的引力攝動而直接朝向太陽前進。雙曲線軌道的彗星可能在進入內太陽系之前曾經被沿著雙曲線軌跡被拋射至星際空間，則只會穿越太陽系一次。來自太陽系外，在銀河系內可能是常見的系外彗星也曾經被檢測到。
彗星與小行星的區別通常只在於存在著包圍彗核的大氣層，未受到引力的拘束而擴散著。這些大氣層有一部分被稱為彗髮（在中央包圍著彗核的大氣層），其它的則是彗尾（受到來自太陽的太陽風電漿和光壓作用，從彗髮被剝離的氣體、塵埃和帶電粒子，通常呈線性延展的部分）。然而，熄火彗星因為已經接近太陽許多次，幾乎已經失去了所有可揮發的氣體和塵埃，所以就顯得類似於小的小行星。小行星被認為與彗星有著不同的起源，是在木星軌道內側形成的，而不是在太陽系的外側。主帶彗星和活躍的半人馬小行星的發現，已經使得小行星和彗星之間的差異變得模糊不清。
截至2019年10月，已知的彗星有6,620多顆，而且這個數量還在穩定的增加中。然而，這只是潛在彗星族群中微不足道的數量：估計在外太陽系的儲藏所內類似的彗星體數量可能達到一兆甚至更多顆。儘管大多數的彗星都是暗淡和不夠引人注目的，但平均大概每年會有一顆裸眼可見的彗星，其中特別明亮的就會被稱為「大彗星」。
在2014年1月22日，ESA科學家的報告首次明確的指出在矮行星穀神星，也是小行星帶中最大的天體，有水氣存在。這項檢測是通過赫歇爾太空望遠鏡使用遠紅外線技術完成的。此一發現是出人意料之外的，因為彗星，不是小行星，才會有這种典型的“噴流萌芽和羽流”。根據其中一位科學家的說法：“彗星和小行星之間的區隔是越來越模糊了”。
古代也有彗星出現的記錄，古人一般認為彗星是凶兆。

## 命名和語源
彗星以其拖著的長尾巴而得名，「彗」的本意就是帚。《說文》紀載：「彗，埽竹也。」。中国古人把彗星叫做“星孛”，《春秋》记载，鲁文公14年（前613年）「秋七月，有星孛入于北斗」。这是世界上关于哈雷彗星的最早记录。根據董仲舒的說法，“孛者，惡之所生也。謂之孛者，言其孛之有所妨蔽，暗亂不明之貌也”。實際上在中國古代，彗星常與災厄聯繫在一起，劉向也說“孛者，亂臣矣，篡殺之表也”，但也有劉知幾等人早就表示這種說法是無稽之談:37。
《晋书·天文志》载有：“彗星所谓扫星，本类星，末类彗，小者数寸，长或经天。彗星本无光，傅日而为光，故夕见则东指，晨见则西指。在日南北皆随日光而指，顿挫其芒，或长或短。”准确的描述了彗星的形态。西方語言中的「彗星」一詞（德語：Komet；英語：comet，古英文：cometa），源自拉丁文的comēta或comētēs，這是拉丁化的希臘文κομήτης。在牛津英語字典，這個詞是'κομήτης'（' ἀστὴρ '），意思是希臘文的"長髮明星，彗星"。Κομήτης是從κομᾶν（"留着长发"）轉變過來的，其本身又是從κόμη（意思是"頭上的頭髮"）轉變過來的，而其意思是"彗星的尾巴"。希臘哲學家兼科學家亞里斯多德是第一位使用這個延伸出來的字κόμη, κομήτης，來形容他看見的"長著頭髮的星星"。彗星的天文符號是 ☄ (Unicode ☄ U+2604)，由一個小圓盤和三根如頭髮突起的短線段組成。

## 研究的歷史
由於彗星無論是形貌或運行規律，都和人類平常觀測的行星和恆星大相逕庭，因此早期彗星始終為不少人所著迷，且由於彗星的出現時間常和不少歷史上大事件的發生時間相近，因此部分民族甚至視彗星為神或災禍的象徵。

### 早期的觀測和推論

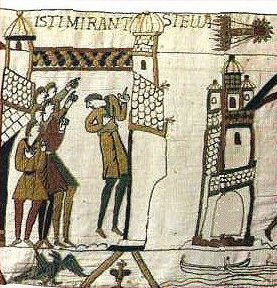
出現在貝葉掛毯上的哈雷彗星，這幅掛毯在此處描述的是在1066年在黑斯廷斯战役之前，哈勒德二世國王被告知哈雷彗星的出現

在望遠鏡發明之前，彗星好像無論在何處出現，都會慢慢的消失不見。它們通常都被認為是不好的預兆，會為國王或男性的貴族帶來災難、死亡，甚至被解釋為上天對地球上居民的攻擊。來自古代的資料，例如中國的甲骨文，知道數千年來人類就曾經發現過彗星。烏魯克的國王吉爾伽美什將之解釋為"流星"，而啟示錄、以諾書等則稱之為彗星，或可能是火流星。一個很有名的古老記錄，是出現在貝葉掛毯上的哈雷彗星，這幅掛毯描述的是1066年諾曼征服英格蘭的事蹟。
亚里士多德在他的第一本書，天象論中對彗星看法的論調，主導了西方對彗星的思潮將近兩千年。他否決了幾個早期哲學家認為彗星是行星，或至少是一種與行星有關天象的想法，理由是行星侷限於黃道上，並且是種圓周運動，但彗星可能出現在天空中的任何部分。取而代之的是，他描述彗星是地球大氣層上層的現象，是在炎熱、乾燥的環境下聚集和偶然噴出的火焰。亞里斯多德認為這種機制不僅形成彗星，還包括流星、極光，甚至是銀河。
有幾位後來的哲學家對彗星的看法提出異議。塞內卡延续阿波罗尼奥斯彗星是独立星体的观点，在他的天問指出，彗星在天空中有規律的移動，並且不受風影響的性質，這種不受干擾的行為比較像天體而不是大氣中典型的現象。儘管他認為其它的行星不會出現在黃道之外，但是類似地球的天體沒有理由不能在天空的任何地方出現，人類對天體的認識是非常有限的。然而，亞里斯多德的觀點被證明更有影響力，直到16世紀，彗星還被認為是大氣層內，而不是大氣層之外的現象。
在1577年，一顆明亮的彗星出現了好幾個月。丹麥的天文學家第谷·布拉赫使用他自己和別人在不同地點測量的彗星位置，試圖測量出彗星的視差。但在測量的精確度範圍內，測不出任何視差，這暗示了彗星的距離比月球到地球距離至少還要遠4倍以上。
在《科学的奇迹》(Marvels of Science)中，作者提到：笛卡尔、欧拉等人相信，整个宇宙充满在一种难以察觉的介质中，他们称其为以太。无数的行星和恒星漂浮在以太海洋中。在这种介质中彗星则起到清道夫发作用，以防止以太集结成块，使其保持稳定适当的稀薄状态。

### 軌道的研究

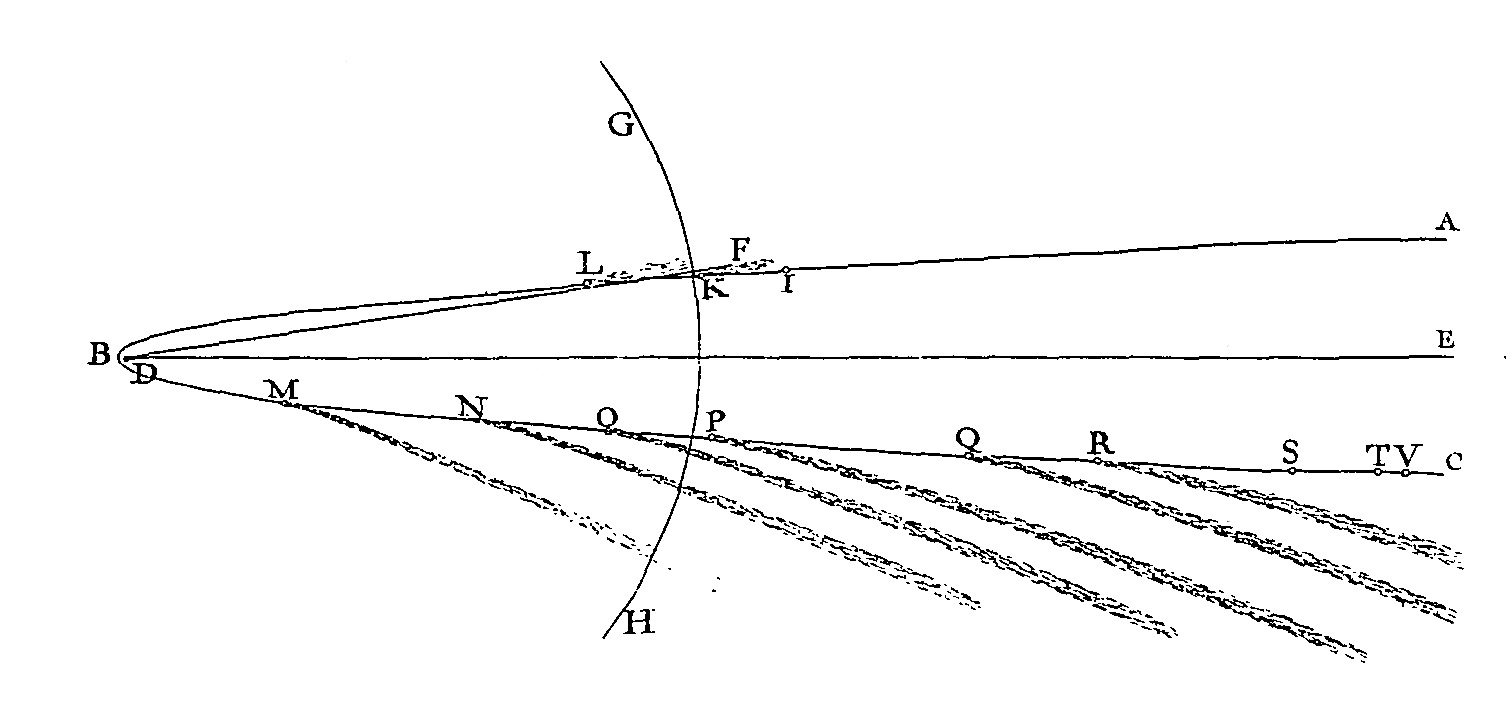
在艾薩克·牛頓的自然哲學的數學原理中，1680年彗星的軌道被調整到與拋物線的軌道吻合

雖然彗星現在已經被证明是天體，但是它們在天空上是如何移動的，卻在下個世紀成為辯論的主題。即使稍後約翰·克卜勒在1609年確定行星是以橢圓軌道環繞著太陽，他認為定律管轄的是行星運動，應該不會影響到其它天體的運動－他相信彗星是在行星之間以直線運動。伽利略雖然堅信哥白尼學說，拒絕第谷的視差測量並且包容亞里斯多德認為彗星是通過大氣層上層直線運動的觀念。
在1610年，威廉·羅耳是第一位建議行星運動的克卜勒定律也適用於彗星的人。在接下來的數十年，其他的天文學家，包括Pierre Petit、Giovanni Borelli、Adrien Auzout、羅伯特·虎克、Johann Baptist Cysat、和乔瓦尼·多梅尼科·卡西尼也都主張彗星是以橢圓或拋物線的曲線路徑繞著太陽；但是，如克里斯蒂安·惠更斯和約翰·赫維留的部分學者依然認為彗星是以直線運動。
這件事經由Gottfried Kirch在1680年11月14日發現的亮彗星得到解決，整個歐洲的天文學家追蹤這顆彗星的位置達數個月。在1681年，薩克遜的牧師進一步的證明這顆彗星是以拋物線運行的天體，並且太陽在其中的一個焦點上。然後艾薩克·牛頓在他1687年發表的數學原理中證明了一個在與距離平方成反比的萬有引力影響下運動的物體，它的軌道所形成的軌跡形狀是圓錐曲線，並且使用1680年的彗星做例子，說明彗星在天球上經過的路徑與拋物線是如何吻合的。
在1705年，愛德蒙·哈雷應用牛頓的方法分析了在1337年至1698年間出現的23顆彗星。他注意到1531年、1607年和1682年的彗星有著非常相似的軌道要素，他進一步考慮到木星和土星的引力攝動對軌道造成的微小差異，更有信心確認這三顆彗星是同一顆彗星的一再出現，他並預測這顆彗星在1758至1759年間會再出現。（稍早些，羅伯特·虎克認定1664年和1618年的彗星是同一顆，同時喬凡尼·卡西尼曾懷疑1577年、1665年、和1680年的，但兩者都不正確。）哈雷預測的回歸日期後來被三位法國數學家的小組：亚历克西·克洛德·克莱罗、熱羅姆·拉朗德和妮科尔-雷娜·勒波特，再精算過，他們預測這顆彗星的近日點落在1759年，準確在一個月內。當這顆彗星如預測的回來時，它被命名為哈雷彗星（稍後的正式名稱為1P/Halley），下次將於2061年回歸。
在歷史上，彗星的週期不僅要夠短，還要每次都夠明亮，才能夠被記錄好幾次。哈雷彗星是唯一每次都夠亮，在經過太陽系的內側時能以肉眼看見的彗星。自哈雷彗星的週期被確認之後，通過望遠鏡的使用，發現了許多其它的週期彗星。第二顆被發現週期的彗星是恩克彗星（官方正式的名稱是2P/Encke）。德國數學家兼物理學家约翰·弗朗茨·恩克在1819-21年間計算一系列彗星的軌道，他觀察到1786年、1795年、1805年、和1818年的彗星，得出的結論是它們是同一顆彗星，並且成功的預測它在1822年的回歸。到1900年，已經有17顆彗星被觀察到多次通過近日點，並被認定是週期彗星。截至2012年11月，已有271顆週期彗星被辨識出來，不過其中有幾顆已經瓦解或是失蹤了。

### 物理性質的研究
艾薩克·牛頓描述彗星是在傾斜軌道上運動的緊密和持久的固體，它們的尾巴是由核心排放出，被太陽加熱或點燃的稀薄氣體。牛頓懷疑彗星是支援空氣中生命起源的元件，他也相信彗星排放的蒸氣和太陽供應的燃料，可以補充行星的水（經由植物的增長和腐爛還逐漸轉變成行星上的土壤）。
來自巨大的蒸汽，火車或許會被撼動

振奮了眾多球體上的水份

或許，在它細長的橢圓軌道上隨風而去

讓新燃料下降到太陽

照耀著世界，

地球之火得到增長

From his huge vapouring train perhaps to shake

Reviving moisture on the numerous orbs,

Thro' which his long ellipsis winds; perhaps

To lend new fuel to declining suns,

To light up worlds, and feed th' ethereal fire."
——詹姆斯·湯姆森，"四季"（1730; 1748）
在18世紀初期，一些科學家對彗星的組成已經做了正確的假設。在1755年，伊曼努爾·康德假設彗星是由一些揮發性物質組成，當它們接近近日點時因為汽化而呈現輝煌的亮度。在1836年，德國數學家弗里德里希·威廉·貝塞爾在觀察1835年的哈雷彗星噴發出來的氣流之後，認為噴射力大到足以改變一顆彗星的軌道。
然而，另一個有關彗星的發現掩蓋了這個想法將近一世紀之久。在1864至1866年間，義大利天文學家喬凡尼·斯基亞帕雷利計算英仙座流星雨的軌道，基於軌道的相似性，它正確的指出該流星雨是斯威夫特－塔特爾彗星的片段。彗星和流星雨之間的聯繫，在1872年被戲劇性的強調，在比拉彗星的軌道上發生了重大的流星雨，而這顆彗星在1846年出現時被觀測到分裂成兩半，並且在1852年後就未曾再見到。"碎石銀行"結構的彗星模型出現了，在模型中，彗星是由鬆散的小岩石堆積而成，並塗上了冰冷的外層。
在20世紀中葉，這種模型呈現出了一些缺點：尤其是，它不能解釋只有少量冰凍物質的物體，可以在經過近日點數次之後，依然可以繼續的蒸發出氣體而持續完美的展現。在1950年，弗雷德·惠普爾提出這一點，認為彗星不是岩石包覆著一些冰，而是冰凍的物質包含了一些塵埃和岩石。這"髒雪球"模型很快的就被接受，並且來自龐大的太空船觀測資料，似乎也支持這樣的見解。這些太空船包括ESO的喬托號探測器和蘇聯的Vega 1和Vega 2，它們在1986年穿越過哈雷彗星的彗髮，拍攝了彗核的影像，和觀察了揮發性物質的彗尾。

#### 近代的發現

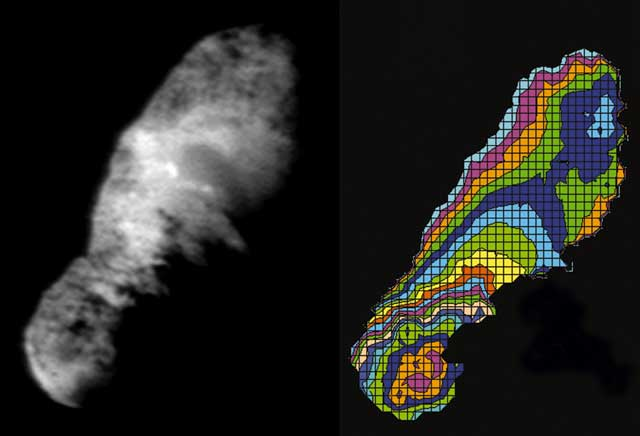
19P/包瑞利彗星展現的噴流是乾燥且熱的

關於彗星含有多少冰的辯論仍然持續著。在2001年，NASA的深空一號小組，在NASA的噴射推進實驗室工作，獲得19P/包瑞利彗星表面的高解析影像。他們宣布包瑞利彗星展現出性質不同的噴流，是熱且乾燥的。假設彗星包含水和其他的冰，領導人，美國地質調查局的Laurence Soderblom博士說：光譜顯示表面是熱和乾燥的。令人驚訝的是我們沒有看見水冰的痕跡。然而，他又提出冰可能隱藏在下方，而表面因為太陽的加熱已經乾涸，也或許包表面覆蓋著非常黑的，像煤灰的材料掩蓋了地殼表面任何冰的蹤跡。
在2005年7月，深度撞擊探測器在坦普爾1號彗星上撞出一個坑穴以研究它的內部。這個任務的結果顯示彗星的冰水大部份都是在表面下，這些儲藏的水昇華形成了彗髮，提供了坦普爾1號彗星噴流所需要的蒸發水。之後，它改名為EPOXI，在2010年11月4日飛掠過哈特雷二號彗星。

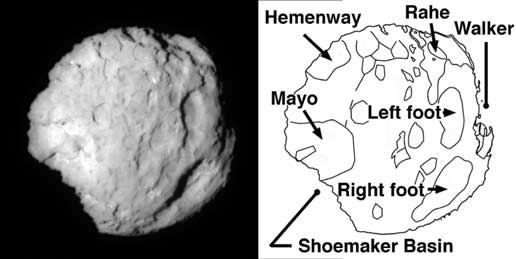
維爾特二號彗星在明亮側和黑暗側展示的噴流，非常明顯是乾燥的

在1999年2月發射的星塵號太空船，在2004年1月蒐集了維爾特二號彗星來自彗髮的顆粒，並且在2006年1月用莢艙將樣品送回地球。克勞迪雅亞歷山大，在NASA的噴射推進實驗是從事彗星模型建構多年，向space.com報告她對噴流數量的驚訝，它們的外觀在黑暗側和明亮側是一樣的，它們能從彗星的表面舉起大塊的岩石，此一事實表明維爾特二號彗星不是鬆散黏合的瓦礫堆。
更多來自星塵任務的資料顯示來自維爾特二號彗星尾巴物質的結晶可能僅能在火中生成。雖然彗星是在太陽系的外側形成的，但在太陽系早期的形成時間，徑向的物質混合有可能重新分配了原始行星盤的所有物質，所以彗星也包含了在炙熱的太陽系內側形成的結晶顆粒。這在彗星的光譜，以及樣本返回任務都能見到。近來還有更多，取回的物質表明"彗星塵埃類似於小行星的物質"。這些新的結果迫使科學家重新思考彗星和小行星在本質上的區別和差異。
在2011年4月，來自亞歷桑納大學的科學家發現維爾特二號彗星中有液態水存在的證據。他們找到了鐵和必須有水存在下才能形成的硫化銅礦物。此一發現粉碎了彗星從來沒有得到足夠使大量冰塊融化的溫暖環境的現有範例。
即將進行的太空任務將增加能讓我們更清楚認識彗星的組成。歐洲的羅塞塔探測器將前往67P/楚留莫夫－格拉希門克彗星；在2014年，它將進入環繞這顆彗星的軌道和安放一個小登陸艇到它的表面。

## 物理性質
彗星由彗核、彗髮和彗尾组成。彗核和彗髮构成彗头。

### 彗核

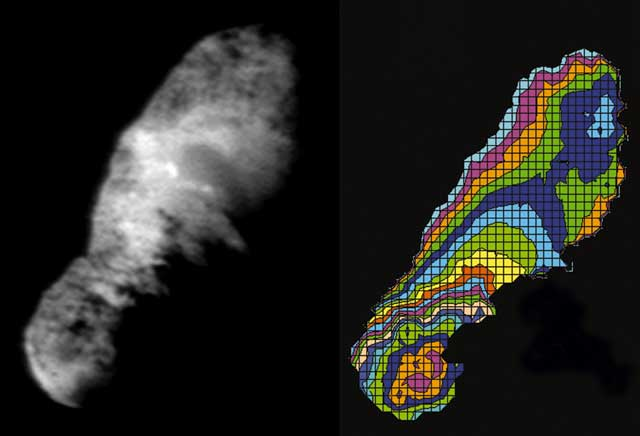
19P/Borrelly展示出噴流，但是表面沒有冰

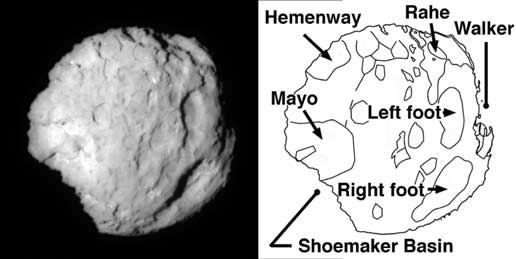
81P/Wild 2在亮側和暗策展示出噴流，非常明顯是乾燥的

彗星的核心固體結構稱為彗核，是由水冰、岩石、和凍結的氣體（如二氧化碳、一氧化碳、甲烷和氨等）融合在一起組成的。1950年代，美國天文學家弗雷德·惠普爾提出「彗星的內核是由含冰的凝聚物組成」的假說，這個「彗星模型」後來令彗星普遍的被大眾（包含惠普爾本人）暱稱為「冰污球」（icy dirtballs）或「髒雪球」（dirty snowballs）。
彗核的表面一般是乾燥、塵土或岩石飛揚的，這暗示冰是隱藏在表面數公尺厚的地殼之下。除了已經提到的氣體，彗核還包含各種各樣的有機化合物，它們可能包括甲醇、氰化氫、甲醛、乙醇、和乙烷，或許還有更複雜的分子，如長鏈的烴類和氨基酸。在 2009年，從NASA星塵任務帶回的彗星塵埃中發現了氨基酸中的甘氨酸。在2011年8月，NASA一份根據在地球上發現的隕石所做的報告指出，已經發現DNA和RNA的元件（腺嘌呤、鳥嘌呤、及相關的有機分子），可能已經在小行星和彗星上形成。
彗核表面的反照率非常的低，使它們成為太陽系內反照率最低的物體。喬托號太空探測器發現哈雷彗星的彗核只反射了大約4%照射在它上面的光線，深空一號發現包瑞利彗星表面反射落在它上面的光線少於3%；相較之下，落在瀝青表面的光都還有7%能被反射。彗核表面黑暗的物質材料可能包括複雜的有機化合物。太陽的熱驅動了較輕的揮發物，留下了較重的有機化合物，往往都是黑色的，像是焦油或是原油。彗星表面相對較低的反照率使它們可以吸收更多需要的熱量，驅動釋氣的程序。
| 名稱        | 直徑 公里       | 密度 g/cm3 | 質量 kg  |
| ----------- | --------------- | ---------- | -------- |
| 哈雷彗星    | 15 × 8 × 8      | 0.6        | 3×1014   |
| 9P/Temp 1   | 7.6 × 4.9       | 0.62       | 7.9×1013 |
| 109P/Bowell | 8 × 4×4         | 0.3        | 2×1013   |
| 81P/Wild 2  | 5.5 × 4.0 × 3.3 | 0.6        | 2.3×1013 |

曾經觀察過的彗核直徑有超過30（19英里）的，但是要確定其確實的大小是很困難的。例如，P/2007 R5的彗核直徑大約只有100–200公尺。儘管儀器非常靈敏，但是缺乏較小的彗星可供檢測彗核的大小，使得一些人認為彗核的直徑不會小於100（330英尺）。從已知的彗星估計，彗核的平均密度大約是0.6g/cm3，彗核的低質量使彗核不會因為自己的重力造成球形，因此它們的外型是不規則的。
大約6%的近地小行星被認為是熄火彗星，它們的彗核已不再釋放出氣體，包括(14827) Hypnos（睡神星）和(3552) Don Quixote（唐吉訶德）。

### 彗髮

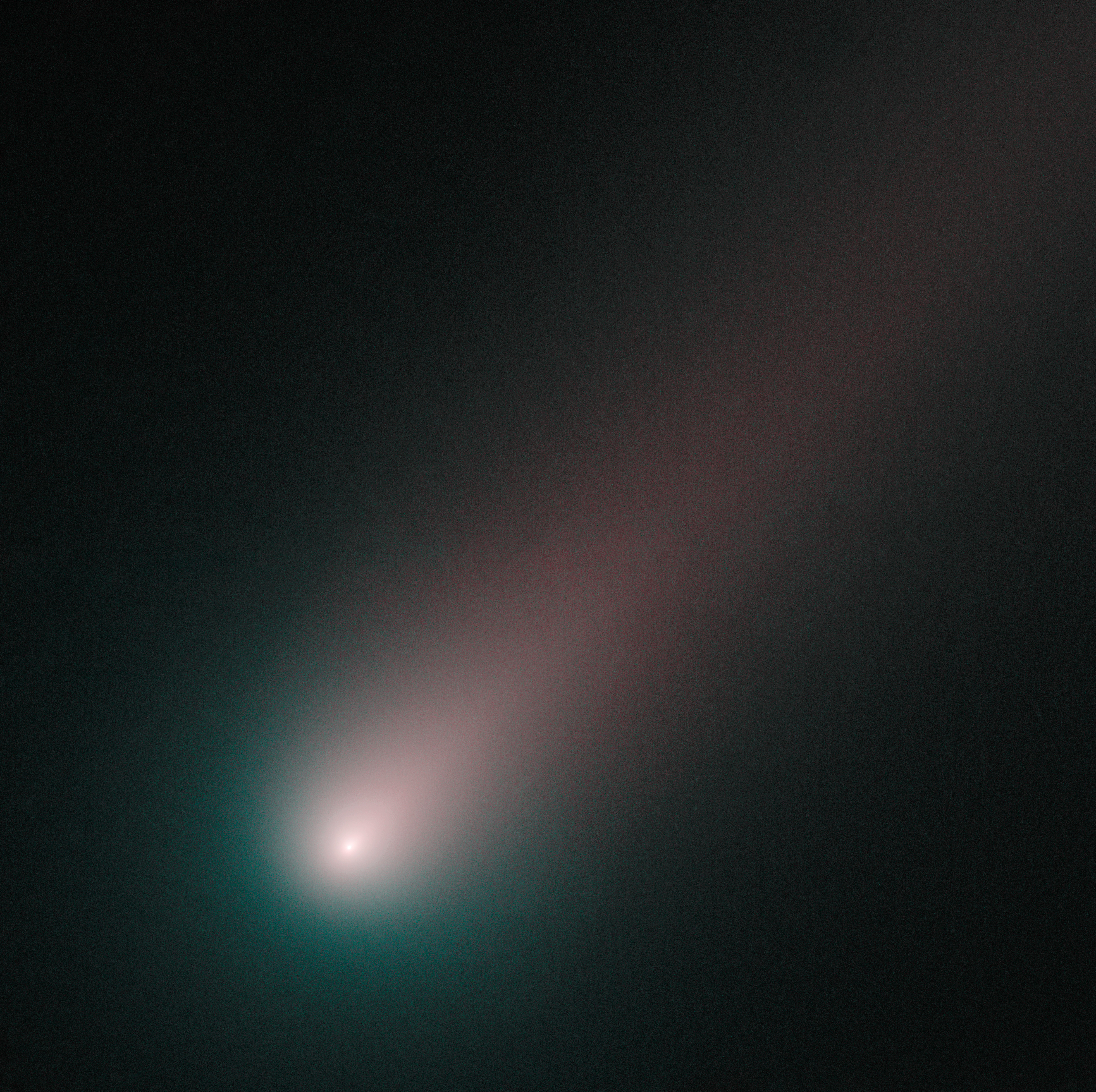
哈伯太空望遠鏡在艾桑彗星通過近日點前不久拍到的影像

在彗星的周圍圍繞著的塵埃和氣體形成一個巨大且稀薄的大氣層，稱為彗髮，彗髮受到太陽風和太陽的輻射壓導致背向太陽的巨大尾巴，稱為彗尾。
彗髮通常都由H
2O和塵埃構成，其中90%都是當彗星距離太陽3至4天文單位（450,000,000至600,000,000；280,000,000至370,000,000英里）就從彗核揮發出來的水。H
2O的母分子主要是通過光解和很多規模較小的光電離，還有太陽風扮演光化學的小角色而被摧毀（分解）。較大的塵埃粉塵粒子沿著彗星軌道的路徑留下，而更小的粒子被光壓推入彗星的尾巴。
雖然固體的彗核一般都小於60（37英里）的直徑，但彗髮可能有數千或數百萬公里的直徑，有時會變得比太陽還要大。。例如，17P/霍姆斯彗星在2007年10月爆發之後大約一個月的短時間，巨大的大氣層就比太陽還要大；1811年大彗星的彗髮也大致與太陽的直徑相當。但即使彗髮再大，在它跨越火星，大約距離太陽1.5天文單位（220,000,000；140,000,000英里），它的大小就會衰減。在這個距離上，太陽風已經足夠強大，可以將氣體和塵埃吹離彗髮，使尾巴增大。

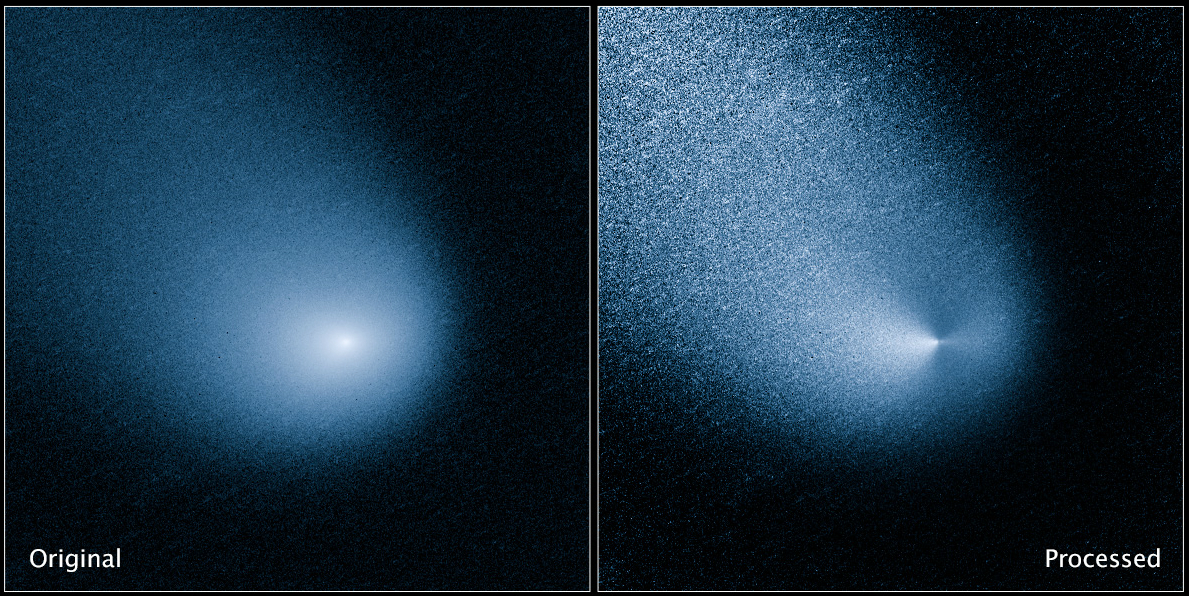
哈伯太空望遠鏡於2014年3月11日拍攝的，將於2014年10月19日靠近火星的賽丁泉彗星

當一顆彗星穿越內太陽系時，彗髮和尾巴都會被太陽照亮而能夠看得見，塵埃會直接反射陽光，而氣體會因為離子化而發光。大多數的彗星因為太暗淡，沒有望遠鏡的協助依然看不見，但每幾十年總會有亮到肉眼足以直接看見的彗星。偶爾，會遇到彗星突然爆發出大量的氣體和塵埃，這時彗髮的大小會增加一段時期。在2007年，17P/霍姆斯彗星就發生這樣的現象。
在1996年，發現彗星輻射出X射線。這使天文學家大為吃驚，因為X射線通常與高溫天體相關聯。X射線是彗星與太陽風的交互作用生成的：當高度電離的太陽風離子飛過彗星的大氣層時，它們與彗星大氣層中的原子和分子撞擊，會從它們獲得一個或多個電子，這個過程稱為“電荷交換”。這種交換或轉讓一個電子給太陽風中的離子讓離子去激發回到基態，導致輻射出X射線和遠紫外線光子。

### 彗尾

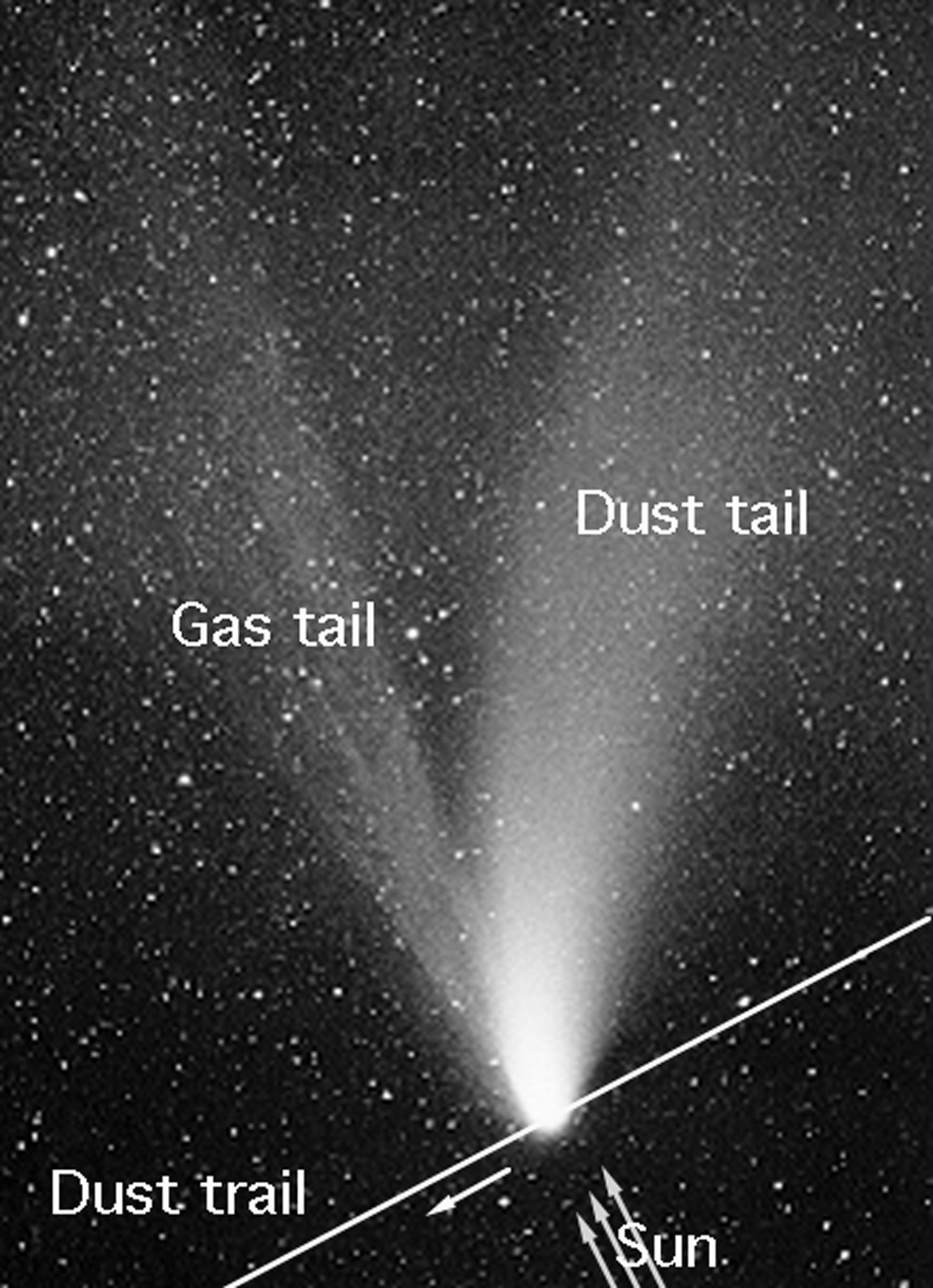
圖中顯示塵埃尾、反尾和離子尾的關聯性，它們都是由太陽風的流動造成的

在太陽系的外緣，彗星依然在冰凍和不活躍的狀態時，由於體積很小，因此很難甚至無法從地球上觀測到。來自哈伯太空望遠鏡的觀測報告，提出在古柏帶內不活躍彗核的統計報告，但是這些檢測不僅受到質疑，並且無法獨立驗證。當彗星接近太陽系的內側時，太陽輻射造成彗核內部揮發性物質蒸發，並且從核心向外噴出，同時會帶走一些塵埃粒子。
氣體和塵埃流會形成指向不同方向，自己獨特的彗尾。塵埃形成彎曲的尾巴會被拋在軌道的後方，通常稱為第二型彗尾。同時，離子尾，或是第一型彗尾總是指向背向太陽的地方，因為它們受到太陽風的作用遠比塵埃更強烈，因此是沿著磁場線而不是軌道的軌跡。在某些場合，如當地球穿越過彗星的軌道平面和我們從側面看見彗星，可能會看見與塵埃尾指向相反的塵埃尾，稱為彗翎（反尾）（在環繞太陽彗星前方的彗尾，與尾端的塵埃尾共線）。
對彗翎的觀察在太陽風的發現上有意義深遠的貢獻。離子尾是彗髮的微粒被太陽紫外線輻射電離後形成的。一旦粒子被電離，它們獲得淨正電核，並反過來在彗星附近引發”誘導磁層”。彗星和它的誘導磁層形成太陽風粒子向外流動的障礙。因為彗星的軌道速度和太陽風的速度都是超音速，弓形震波會在彗星運動和太陽風流動方向的前緣形成。在這些弓形震波，大量的彗星離子（稱為”拾取離子”）被凝聚和集中，並且載入太陽風的磁場和電漿，這樣的場線"披蓋"在彗星的周圍形成了離子尾。
如果離子尾的負載已經足夠了，則磁場線會在那個點上擠在一起，在沿著離子尾的某個距離上會發生磁重聯，這會導致"尾斷離事件"。這種現象已經被觀測到好幾次，在2007年4月20日就有一次值得注意的事件。當恩克彗星通過日冕拋射的物質的時候，它的離子尾就完全的被截斷了。日地關係天文台觀測到了這次的事件。
在2013年，歐洲太空總署的科學家報告金星的電離層向外擴張的方式類似於一顆彗星在類似條件下形成的離子尾。

### 噴流

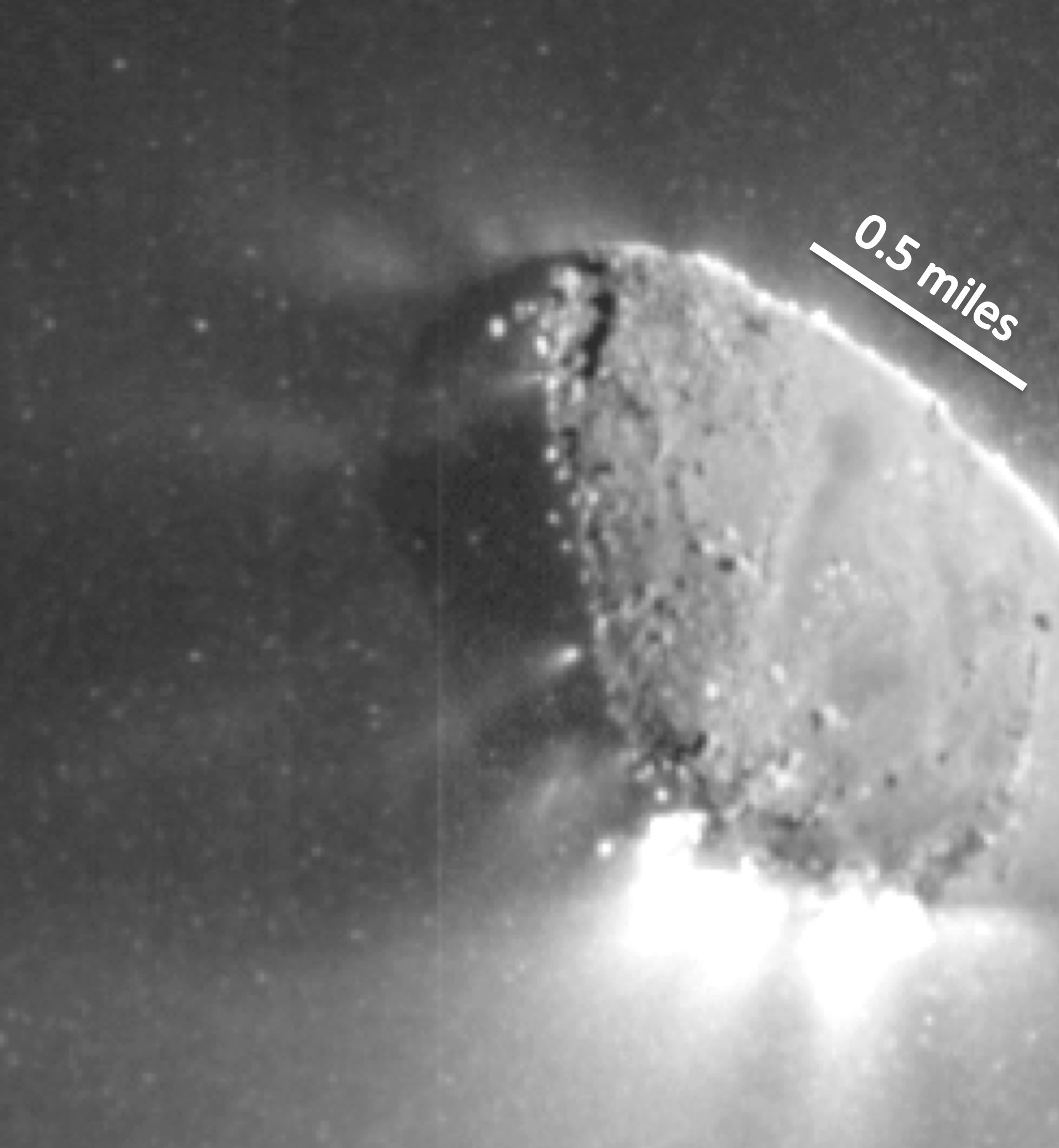
哈特雷二號彗星(103P/Hartley)的氣體和雪的噴流

不均勻的加熱會導致氣體從彗核表面較薄弱的點，像間歇泉一樣爆發出來。這些氣體和塵埃流會導致彗核旋轉，甚至分裂。在2010年，科學家發現乾冰（凍結的二氧化碳）可以驅動物質從彗核流出成為噴流。紅外線的影像顯示，哈特雷二號彗星的噴流攜帶灰塵顆粒進入彗髮。

### 與流星雨的關係
由於釋氣的緣故，彗星會留下一些固體的碎片。如果彗星的路徑跨越地球的路徑，當地球經過彗尾碎片的蹤跡，就有可能形成流星雨。例如，每年8月9日至12日，當地球穿越斯威夫特－塔特爾彗星的路徑時，形成的英仙座流星雨；哈雷彗星是10月份的獵戶座流星雨的來源。

## 轨道特性

柯侯德彗星（紅色）和地球（藍色）的軌道，說明了彗星軌道的高離心率和在靠近太陽時的快速移動

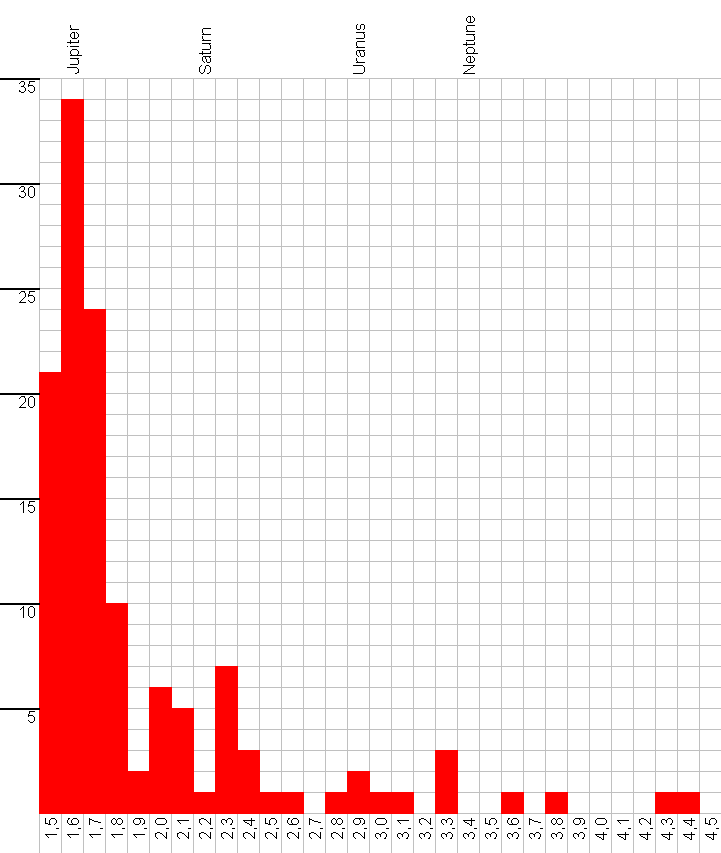
2005年的彗星遠日點長條圖，顯示這顆巨大行星的彗星家族。橫坐標是以自然對數標示出遠日點的距离，其單位為天文單位

大多數彗星都是細長橢圓軌道的太陽系小天體，它們的軌道只有一小部分接近太陽，剩餘的大部分都在深遠的太陽系外緣。彗星通常都以軌道週期的長短來分類：軌道週期越長的橢圓也越細長。

### 短週期
短週期彗星的定義一般是指週期短於200年的彗星。它們的軌道通常在黃道的上下，並且運行方向與行星相同。它們軌道的遠日點通常在外行星的區域（木星和超越其外）；例如，哈雷彗星的遠日點就在海王星之外不遠處。彗星軌道的遠日點靠近哪一顆行星，它就是該行星的彗星"家庭"這些家庭成員被認為是起因於被行星捕獲到週期較短軌道上的長週期彗星。
週期最短的極端，恩克彗星的軌道不會抵達木星的軌道，並且稱為恩克型彗星。短週期彗星中，週期短於20年和低傾角（不超過30度）的被稱為木星族彗星 。像哈雷彗星的，軌道週期在20至200年之間，軌道傾角從0至超過90度的，稱為哈雷族彗星。截至2013年，只有72顆哈雷族彗星被觀測過，相較之下木星族彗星則幾乎有470顆。
最近發現的主帶彗星形成一個獨立的類別，不僅軌道在小行星帶內，而且還接近圓形。
因為其橢圓軌道經常會帶它們接近巨大的行星，彗星會受到進一步的重力擾動。短週期彗星的遠日點有趨近於氣體巨星軌道半徑的趨勢。很顯然的，來自歐特雲的彗星在接近巨大行星的時候，經常會受到這些行星強烈的影響。木星是最大的擾動源，因為它的質量是其他行星質量總和的兩倍。這些擾動可以將長週期彗星的軌道轉變成短週期的軌道。
基於其軌道特徵，有些短週期彗星被認為起源于半人馬和古柏帶/離散盤 —一個在海王星外側的盤狀區域—而長週期彗星的來源被認為是更遙遠的一個球形的歐特雲（以提出存在這個假想球殼的何蘭天文學家楊·亨德里克·歐特的名字命名）。一般認為在這個以太陽為中心，大致成球形的遙遠地區內，在大致是圓形的軌道上，存在著許多類似彗星的天體。偶爾，外側行星的影響力（這種情形通常是對古柏帶的天體），或是鄰近的恆星（這種情形通常是對歐特雲的天體）可能會將這些天體中的一顆拋入橢圓形的軌道，將它帶向太陽成為可以看見的彗星。不同於回歸的短週期彗星，沒有之前的觀測資料可以建立它們的軌道，通過這個機制產生的新彗星，其外觀是不可預知的。

### 長週期
| 歷年發現的 雙曲線軌道彗星 |    |
| Year                      | #  |
| 2013                      | 8  |
| 2012                      | 10 |
| 2011                      | 12 |
| 2010                      | 4  |
| 2009                      | 8  |
| 2008                      | 7  |
| 2007                      | 12 |

長週期彗星有較高的離心率軌道和範圍從200年至數千乃至百萬年的週期，在近日點附近時，離心率大於1並不完全意味著這顆彗星會逃離太陽系。例如，麥克諾得彗星在2007年1月（曆元）接近近日點時的日心吻切軌道離心率是1.000019，但是它受到太陽的引力約束，週期約為92,600年，因為在它遠離太陽之後離心率已降至1以下。長週期彗星將來的軌道需要再它遠離行星所在的區域以後，再以太陽系的中心計算吻切軌道的曆元，才能確定。依據定義，長週期彗星依然受到太陽引力的約束；這些彗星在接近主要的行星時可能會被彈出太陽系，因此就無須考慮它原本的「週期」是否正確。長週期彗星的軌道會帶它們進入遠離外行星的遠日點，而且它們的軌道平面也不需要躺在黃道面附近。像威斯特彗星和C/1999 F1這些長週期彗星在重心座標系的拱點距離接近70,000天文單位，估計軌道週期大約長達600萬年。
單次出現或非週期彗星都類似長週期彗星，這是因為它們在進入內太陽系接近近日點時，都有拋物線或略呈雙曲線的軌跡。但是，這可能是巨大行星的攝動導致它們的軌道發生改變。單次出現或是有著拋物或雙曲吻切的彗星，會使它們在接近太陽一次之後，就永遠的離開太陽系。太陽的希爾球是一個不穩定的球體，最大的範圍可以達到230,000 AU (1.1秒差距（3.6光年）)。只有少數的數百顆彗星在接近近日點的附近時曾被觀測到雙曲線軌道（e > 1），在使用無攝動的日心二體最加擬合才認為它們可能會逃出太陽系。
已經觀測過的彗星，沒有離心率明顯大於1的所以沒有明確的證據可以指出有起源於太陽系外的彗星。C/1980 E1彗星的在1982年通過近日點之前的週期大約是710萬年，但是它在1980年與木星遭遇而被加速，使它成為已知彗星中離心率最大的（1.057）。預測不會再返回內太陽系的彗星包括C/1980 E1、C/2000 U5、C/2001 Q4 (NEAT)、C/2009 R1、C/1956 R1、和C/2007 F1 (LONEOS)。
有些機構使用週期彗星這個術語泛指軌道有週期性的彗星（也就是包括所有的短週期彗星和長週期彗星），而其他人使用它時則完全僅意味著短週期彗星。同樣的，雖然非週期彗星字面的意義是與「僅出現一次的彗星」是相同的，但有些人的意思是所有在有生之年不能看見第二次的彗星（也就是包括週期在200年以上的長週期彗星）。
早期的觀測顯示有幾顆彗星的軌跡真的是雙曲線軌道彗星（也就是無週期彗星），但都未超過被木星攝動而被加速的可能範圍。如果彗星充斥在星際空間內，它們的移動速度應該與臨近太陽的恆星有著相同數量級的相對速度（每秒數十公里的速度）。如果這樣的天體進入太陽系，它們應該有正值的特殊軌道能量，並將真正的觀測到有著雙曲線軌道。粗略的計算顯示，每世紀應該有4顆雙曲線軌道的彗星進入木星軌道的內側，並有著1或2等級的星等。

## 死亡

### 從太陽系排出
如果一顆彗星有足夠快的速度運行，那麼它可以離開太陽系；這就是雙曲線情況的彗星。到目前為止，已知會彈出太陽系的彗星都是曾和太陽系的其它天體，像是木星，發生過交互作用（參見攝動）。所有已知的彗星都起源於太陽系內，而不是以高速度的雙曲線軌道進入太陽系。

從1995年開始，哈伯太空望遠鏡就觀測到彗星73P/Schwassmann–Wachmann拋出了一些物質：73P/Schwassmann–Wachmann-B。這段動畫涵蓋了三天的時間

### 耗盡揮發物質
木星族彗星（JFC）和長週期彗星（LPC，參見前述的"軌道特性"）似乎遵循非常不同的衰退法則。木星族彗星的活動大約是10,000年，或是1,000次的公轉，而長週期彗星消失得更快。只有10%的長週期彗星能夠通過短距離的近日點50次依然存活著，而只有1%能超過2,000次。最終，大部分彗星的揮發性材料都會蒸發掉，使得彗星成為小而黑的惰性岩石，或是類似於小行星的廢墟。

### 瓦解（分裂）
彗星也會碎裂成為碎片，例如：比拉彗星（3D/Biela）于1846年發生分裂，1872年彗核完全分開，結果在1872、1885、1892年都引起非常壯觀的流星暴，每小時流星數達3000∼15000顆左右。73P/Schwassmann–Wachmann從1995年也開始發生這樣的現象。
這些分裂可能是太陽或大行星引力導致的潮汐力造成的，或是由於揮發性物質的"爆炸"，還是其他尚未完全明瞭的原因。

### 失蹤
許多在數十年前或前個世紀發現的彗星現在已經成為失蹤者了。它們或因為軌道不明確而難以預測未來的出現，或是已經瓦解了。然而，偶爾會發現一顆"新"彗星，但它們的軌道計算顯示，這是舊有的"失蹤"彗星。一個例子是11P/Tempel–Swift–LINEAR，在1869年發現，但在1908年受到木星的攝動就失蹤了，直到2001年才意外的被LINEAR再度發現。

### 碰撞

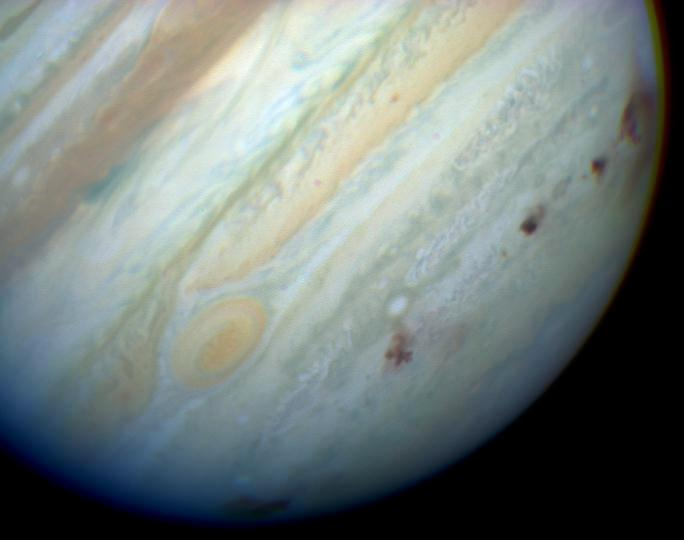
在木星南半球上的棕色斑點是舒梅克·利維九號彗星撞擊殘留的痕跡

有些彗星有著更壯觀的結束－ 要麼落入太陽，或是粉碎後進入另一顆行星或天體。在太陽系的早期，彗星和行星或衛星之間的碰撞是很常見的：例如，地球的衛星表面有許多的撞擊坑，有些可能就是彗星造成的。最近一次彗星與行星的撞擊發生在1994年7月，粉碎了的舒梅克·利維九號彗星與木星相撞。
在早期的階段，有許多彗星和小行星因相撞而進入地球。許多科學家認為彗星的轟擊為年輕的地球（40億年前）帶來了大量的水，形成了目前鋪滿地球的海洋，即使不是全部也是很大的一部分。但也有其它的研究人員對這個理論產生質疑。在彗星上檢測到一些有機分子，使得有人推論彗星或隕石可能為地球帶來了生命的前身－ 甚至就是生物本身。依然有許多彗星是近地彗星，但是地球與小行星撞擊的機率還是高於彗星。
人們懷疑彗星的撞擊，在長時間的尺度上，也能運送大量的水給地球的衛星，所以可能有一些月球冰會留存下來。
彗星和隕石的撞擊被認為是玻璃隕石和澳洲玻璃隕體的成因。

## 命名規則
在過去的兩個世紀，彗星的命名有幾個不同的規則。在通過有系統的命名約定之前，有許多不同的命名方法。在20世紀的初期之前，大多數的彗星只簡單的依據它們出現的時間命名，特別是明亮的大彗星都只提及年份：像是"1680年大彗星"（C/1680 V1，Kirch's Comet）、"1882年9月大彗星（C/1882 R1）、和"1910年白晝大彗星（1910年1月大彗星）。

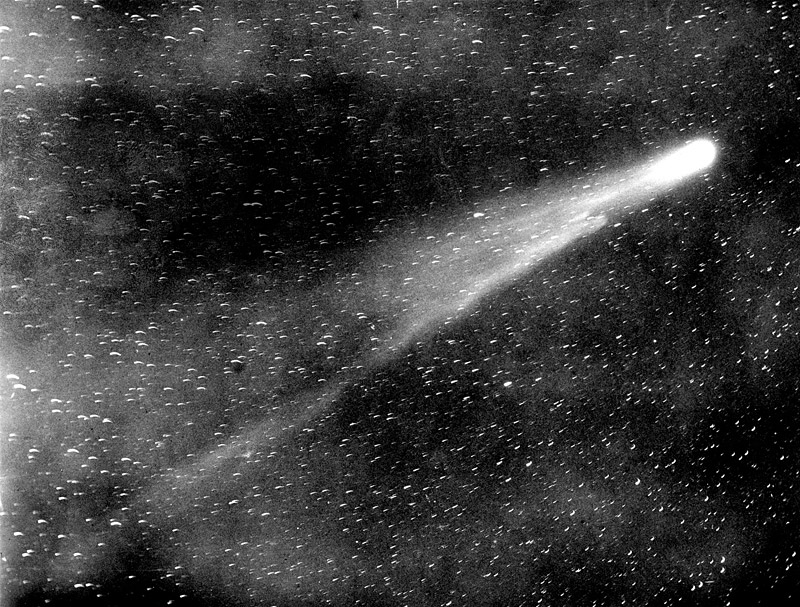
哈雷彗星，是依據計算出它的軌道的天文學家愛德蒙·哈雷命名

在愛德蒙·哈雷表明1531年、1607年、和1682年的彗星是同一顆，並且很成功的預測它在1759年回歸，這顆彗星就被稱為哈雷彗星。相同的，第二顆和第三顆週期彗星恩克彗星和比拉彗星也都是以計算它們軌道的天文學家，而不是最初（原始）發現者的名字命名。之後，週期彗星通常就以發現者的名字命名，但也只有第一次，之後的出現就以通過近日點的年份表示。
在20世紀初期，以發現者的名字為彗星命名變得非常普遍，並且迄今依然是如此，一顆彗星可以使用三位獨立發現者的名字。在最近這些年，許多彗星是由許多天文學家組織的大型團隊機構發現的，就以這個機構的名稱作为彗星的名字。例如，IRAS—荒贵—阿尔科克彗星（Comet IRAS–Araki–Alcock）是紅外線天文衛星（IRAS）、和業餘天文學家玄一荒木與喬治·阿爾科克獨立發現的。在過去，當多顆彗星是由同一個人、獨力的團隊或團隊發現時，會在彗星的名稱之後附加上數字（但限定是週期彗星），用來區別這些彗星；像是舒梅克－李維1至9號。現在，因為一些組織發現的彗星數量眾多，使得這樣的命名變得不切實際，也未能試圖確保每顆彗星有一個唯一的名稱。取而代之的是，使用系統化的彗星型號，藉以避免混淆。
直到1994年，彗星都會先給與一個臨時名稱，這是以發現的年份配合發現的先後順序加上一個小寫的英文字母（例如，1969 i（班尼特彗星）是1969年發現的第9顆彗星）。一旦觀測到這顆彗星通過近日點，並且確定了它的軌道之後，就根據它通過近日點的年份和順序的羅馬數字給與永久性的名稱（這編號通常是該年結束後二年才能編好）。所以彗星1969 i就成為彗星1970 II（它是1970年通過近日點的第二顆彗星），又如舒梅克·利維九號彗星的名稱分別為1993e和1994Ⅹ。
但越來越多的彗星被發現，而且有些是在通過近日點之後才被發現，使這套系統顯得不切實際。於是國際天文學聯合會在1994年推出新的彗星命名系統。從1995年開始，彗星在一年中以每半個月為單位使用一個字母和數字來指示發現的順序（這個系統和用於小行星的類似），所以，例如在2006年2月下半月發現的第4顆彗星，將被命名為2006 D4。此外，還添加前綴字母來顯示彗星的性質：
- P/：確認為週期彗星（目地在定義任何週期短於200年的彗星，或是確認已經觀測通過近日點超過一次以上的彗星）[125]；P前面再加上周期彗星總表編號[126]。所以，哈雷彗星，第一顆被確認週期的彗星，在系統內的名稱是1P/1682 Q1。
- C/ 標示無週期的彗星或週期超過200年的彗星。例如，海爾博普彗星的名稱為C/1995 O1。
- X/ 標示沒有可靠的軌道元素可以計算的彗星（一般來說都是歷史上的彗星）。
- D/ 標示不再回歸或已經消失、分裂或失蹤的彗星[125]。
- A/ 標示被錯誤歸類為彗星，但其實是小行星的天體。
- I/  標示來自太陽系外部的小天體，如A/2017 U1由於軌道表明來自太陽系外，後被命名為1I/'Omuamua，I表示Interstellar，即星際來客。

最初被當成小行星命名的彗星，在確認後仍然維持原有的名稱，但會加上前綴字母，例如P/2004 EW38（Catalina–LINEAR）。
在太陽系內，暨是彗星又是小行星的天體已經有五顆，它們分別是：
- 95P/開朗=2060開朗
- 107P/威爾遜-哈靈頓=4015威爾遜-哈靈頓
- 133P/Elst-Pizarro=7968 Elst-Pizarro
- 174P/Echeclus=60558厄開克洛斯
- 176P/LINEAR=118401LINEAR

如果彗星破碎，分裂成數個以上的彗核，則在編號後加上-A、-B..以區分每個彗核。回歸彗星方面，如彗星再次被觀測到回歸時，則在P/（或可能是D/）前加上一個由IAU小行星中心給定的序號，以避免該彗星回歸時重新標記。例如哈雷彗星有以下標記：1P/1682 Q1=1P/1910 A2=1P/1982 U1=1P/Halley=哈雷彗星。

## 著名的彗星

### 大彗星

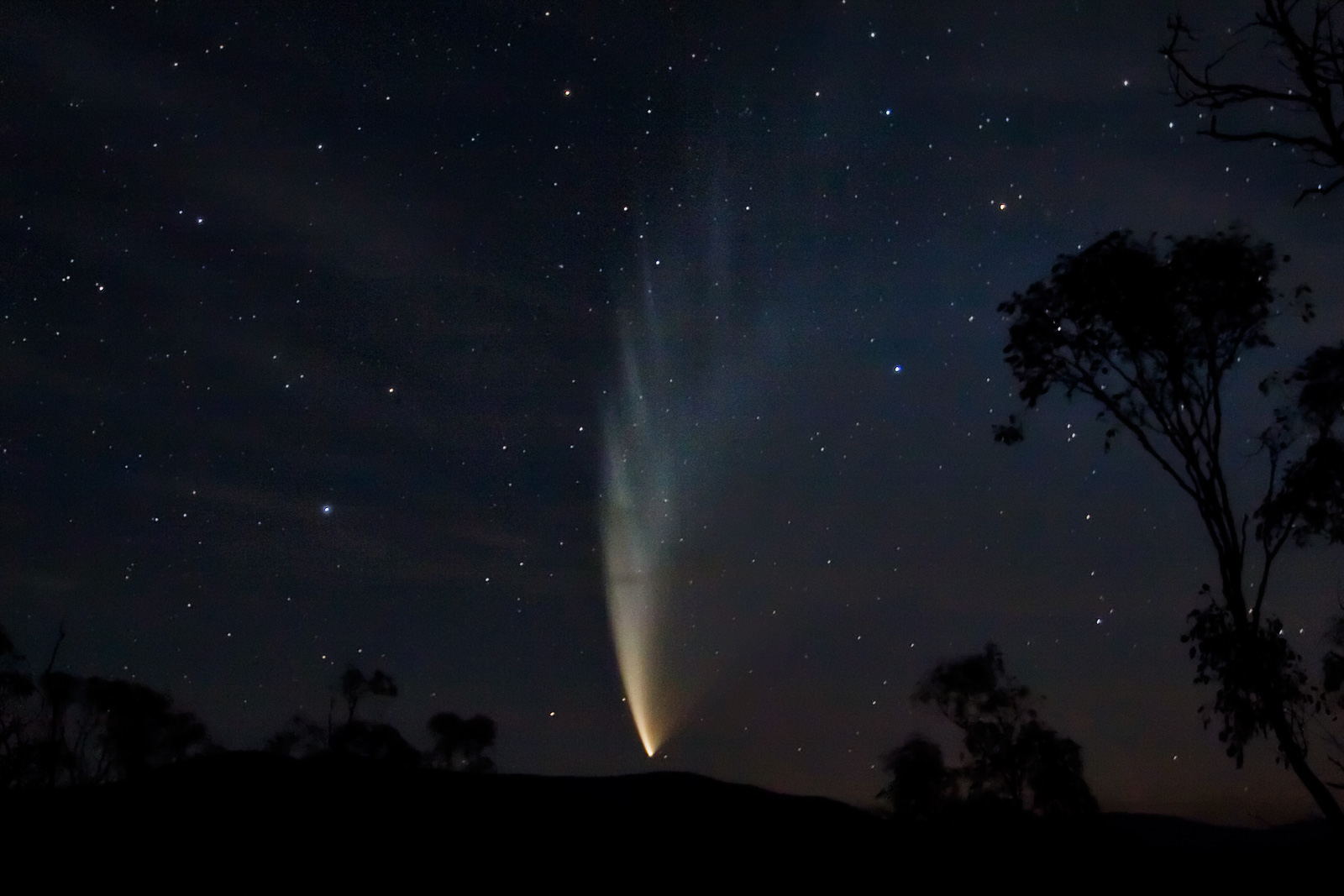
C/2006 P1，麥克諾特彗星

雖然每年都有數以百計的小彗星進入內太陽系，但很少受到一般民眾的注意。大約每十年但不盡如此，會有一顆彗星亮到無須刻意觀察就能看見－ 這種彗星通常被稱為大彗星。在過去的時代，明亮的彗星往往引發一般民眾的恐慌和歇斯底里的反應，被認為是不好的徵兆。最近，在1910年重返的哈雷彗星，因為地球會通過它的彗尾，報紙上錯誤的報導激起民眾對氰化物的恐懼，認為可能會毒害數以萬計的生命，1997年海爾-波普彗星的出現，引起天堂之門教徒大規模的自殺潮。
預測一顆彗星是否能成為大彗星是很困難的，因為有許多因素都會影響到彗星偏離預測的亮度，而不知能否成為大彗星。概括的說，如果彗星有一顆龐大和活躍的核，並且足夠接近太陽，在最亮時沒有被太陽遮掩而能從地球看到，它就有機會成為大彗星。然而，1973年的柯侯德彗星符合前述所有的標準，被預測會成為壯觀的大彗星，但結果並非如此。三年後出現的威斯特彗星，大家對它的期望並不高（或許因為對柯侯德彗星預測的慘敗，使科學家們在預測上趨於保守），但卻成為令人印象深刻的彗星。
在20世紀末期，有很長的一段時間沒有出現大彗星，然後有兩顆大彗星接踵出現。在1996年繼海爾-波普彗星之後，百武彗星隨即現身，並在1997年達到最大亮度。21世紀的第一顆大彗星是C/2006 P1（麥克諾特），它在2007年1月成為肉眼可見的彗星，並且是40年來最亮的彗星。

### 掠日彗星

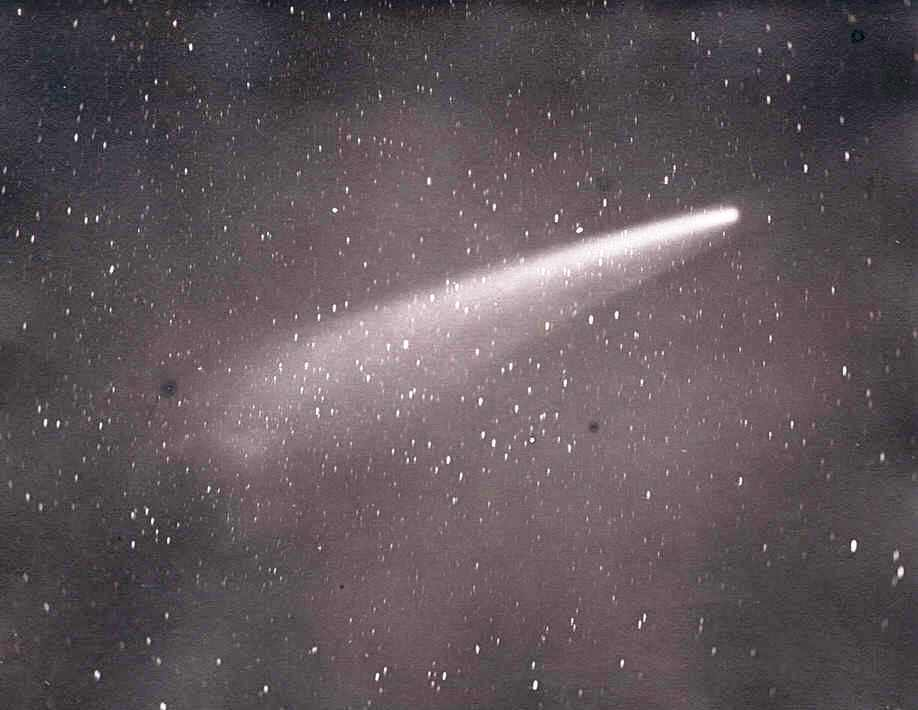
1882年大彗星是克魯茲族彗星的成員之一

掠日彗星是指近日點極為接近太陽的彗星，有時其距離可接近至太陽表面僅數千公里。較小的掠日彗星會在接近太陽時被完全蒸發掉，而較大的彗星則可通過近日點多次。然而，太陽強大的潮汐力通常仍會使它們分裂。
SOHO觀測到的掠日彗星大約90%都是克魯茲族的成員，它們源自一顆在第一次進入內太陽系時就被碎裂成許多小彗星的巨大彗星。其它10%則包含一些零星的彗星，以及4個已經確定有所關聯的群體：分別為科里切特族（Kracht）、科里切特2a族、馬斯登族（Marsden）及邁耶族（Meyer）。馬斯登族和科里切特族或許與96P週期彗星——梅克賀茲一號彗星有所關聯，這顆彗星也可能是象限儀座流星雨和白天白羊座流星雨的母彗星。

### 不尋常的彗星

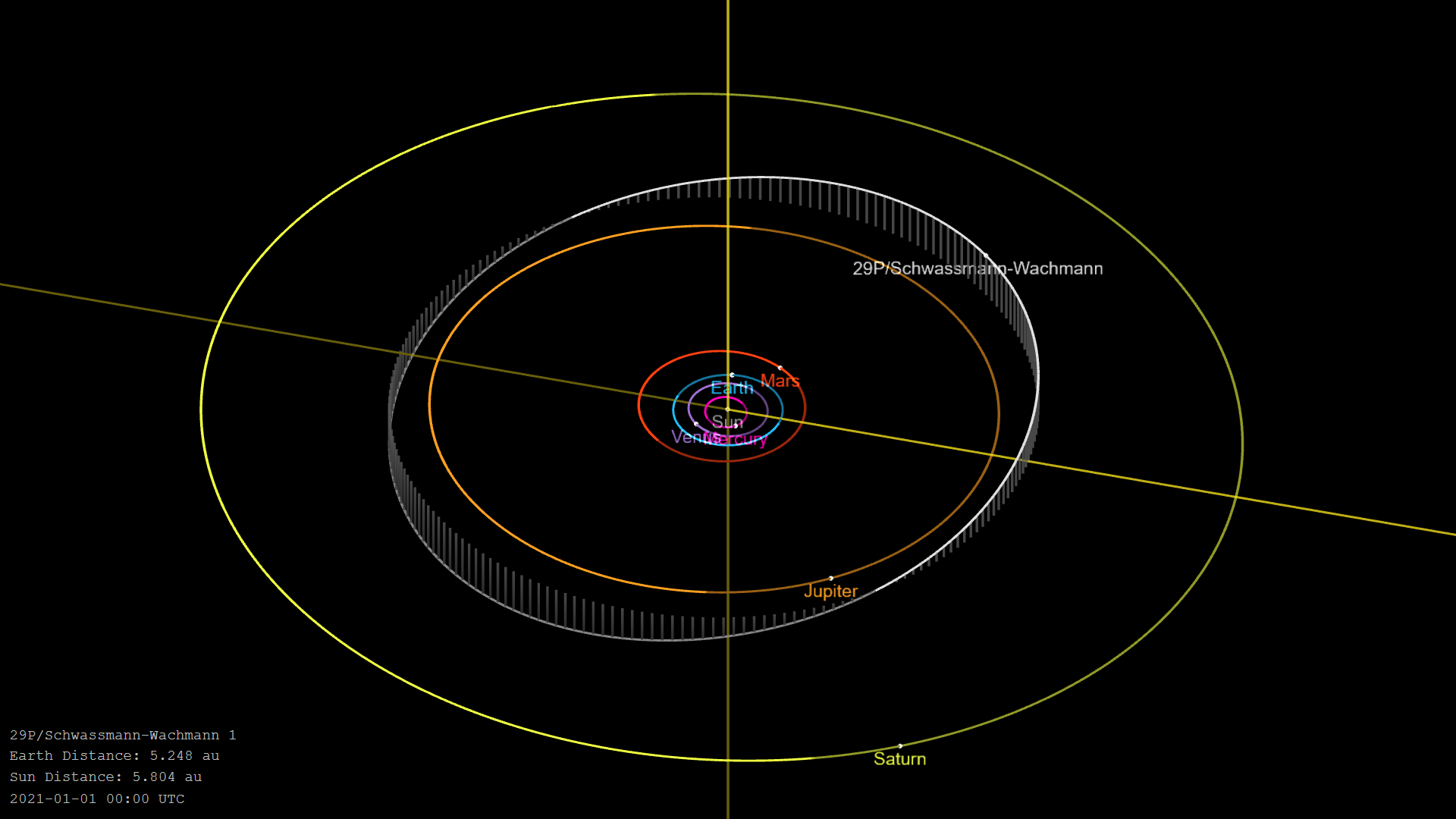
軌道近似圓形的29P/施瓦斯曼·瓦茨曼彗星與木星和土星軌道的比較

已知的數千顆彗星中，有些是很不尋常的。恩克彗星的軌道從小行星帶的外側進入到行星的水星軌道內側，而29P/施瓦斯曼·瓦茨曼彗星的軌道接近圓形，並且允型在木星和土星軌道之間。在土星和天王星之間的凱龍軌道並不穩定，起出被歸類為小行星，直到注意到它有著暗淡的彗髮，才被認為是彗星。同樣的，137P/舒梅克·利維2號彗星起初也被當成小行星1990 UL3。大約百分之六的近地小行星被認為是不再能排出氣體的熄火彗星。
有些彗星，包括威斯特彗星和池谷關彗星，在通過近日點時被觀察到分裂的現象。3D/比拉彗星是一個值得注意的例子，它在1846年通過近日點時分裂成兩塊，在1852年還觀測到這兩顆分離的彗星，但之後就沒有再看見。取而代之的是在彗星該回歸的1872年和1885年出現了壯觀的流星雨。在每年的11月，當地球跨越過比拉彗星的軌道時，都會出現一個較小的流星雨：仙女座流星雨。
另一顆值得注意的彗星是撞毀的舒梅克－李維九號彗星，它是在1993年被發現的。在發現的時候，這顆彗星的軌道環繞著木星，它是在1992年非常接近木星而被捕獲的。如此靠近的距離使這顆彗星碎裂成數百片，並在1994年7月花費了六天的時間陸續撞擊到木星上。1908年的通古斯事件也被認為可能是類似的事件，有可能是恩克彗星的碎片造成的。

## 觀測

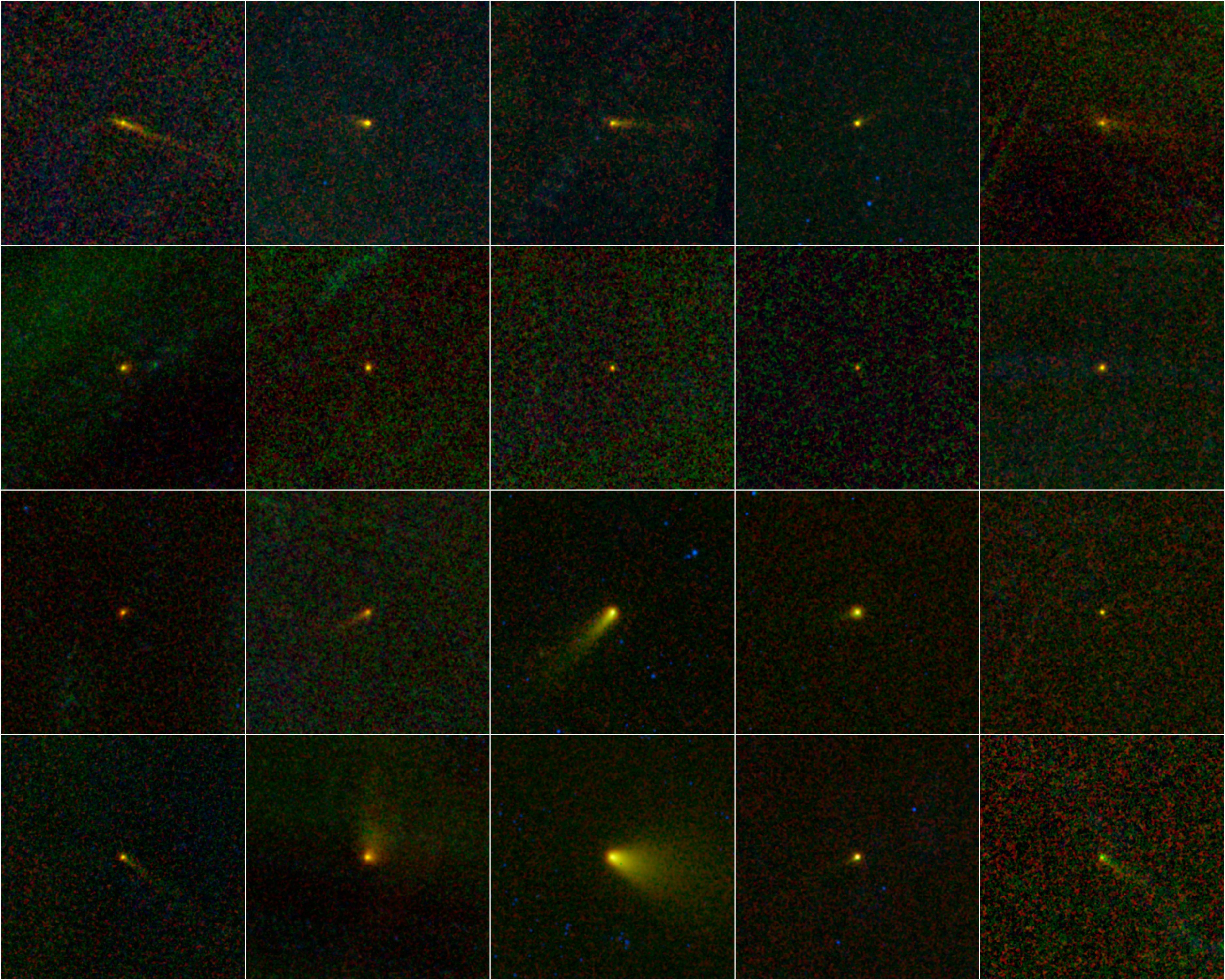
WISE在2010和2011年新發現的20顆彗星樣本（紅外線影像）

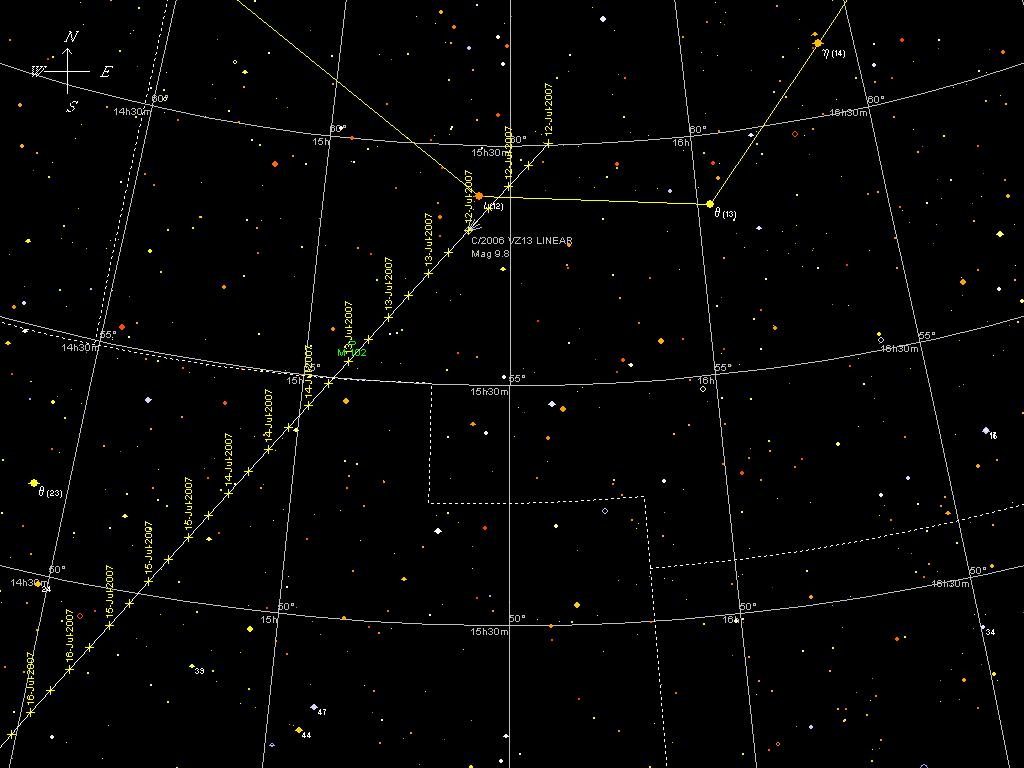
星像軟體（Sky Map Pro）描繪出彗星路徑的例子

使用廣視野望遠鏡攝影或雙筒望遠鏡都可能發現新彗星。然而，即使沒有光學設備，業餘天文學家依然可以從線上下載一些衛星的影像，像是SOHO衛星，發現掠日彗星。在2010年12月26日，業餘天文學家Michał Kusiak發現了第2,000顆SOHO的彗星，在可預見的未來，這個數字還會穩定的持續增加。
肉眼可見的彗星是非常罕見的，但業餘天文望遠鏡（口徑50mm至100mm）就能精細顯示的彗星倒是相當的多－每年都有好幾顆，有時在一個夜晚，甚至同一個時間就能在夜空中看見好多顆。通常可以用天文軟體繪製這些已知彗星的軌道。相較於其它天體，它們會快速的移動，而在望遠鏡的目鏡中，它們的移動通常是很容易察覺的。但是，夜復一夜，它們的移動量也只有幾度，因此觀察者使用星圖很容易發現它們，就像是在毗鄰的圖示。
彗星顯示的類型取決於其組成和與太陽接近的程度。因為一顆彗星的物質揮發會隨著它與太陽距離的增加而減少，因此將會變得越來越難觀測，不只是因為它的距離，還有它的尾巴和用於反射的元素量逐漸的萎縮。
最引人注目的彗星有著明亮的核心和較長的尾巴，有時需要廣視野的小望遠鏡或雙筒望遠鏡才能獲得最好的景象。因此，大型的業餘儀器（口徑25（10英寸）或更大）雖然有更好的集光力，但在觀賞彗星時不一定會有優勢。使用8（3英寸）至15（6英寸）等級的小口徑儀器就能觀賞到許多壯觀彗星，但較少受到注意，而其機會遠高於受到媒體關注而非常罕見的大彗星。
彗星被認為也會繞著其它的恆星運轉，但是對目前的系外行星偵測法而言，它們因太遠和太小而難以被檢測到。

## 对人类文化的影响

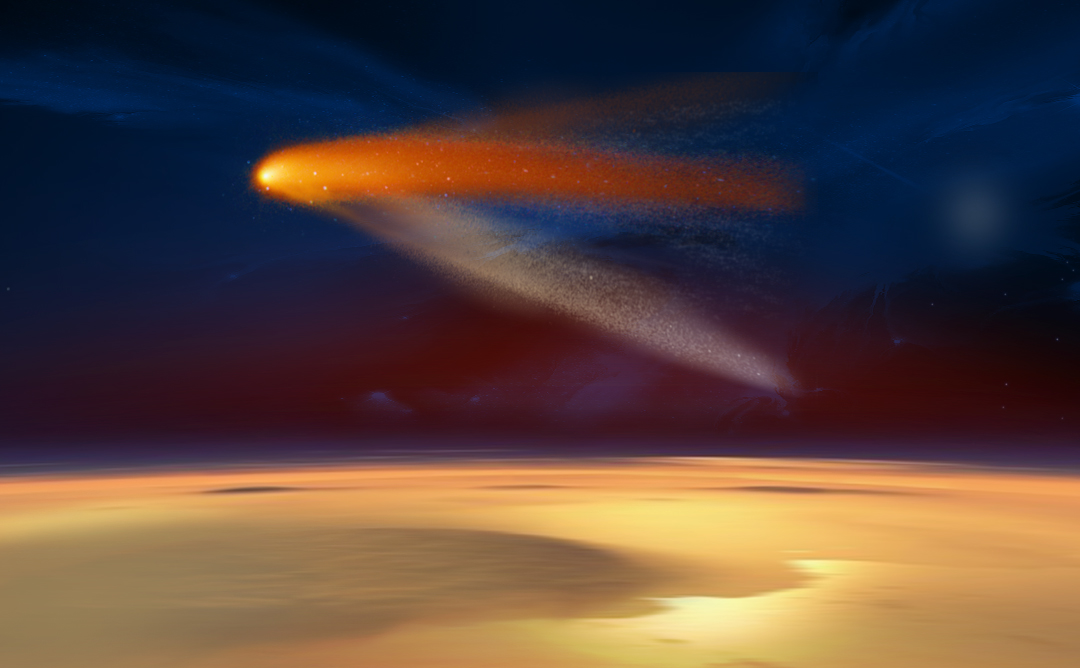
2014年10月，彗星C/2013 A1以132,000公里（平均地月距離的34%）的近距離掠過火星上空（此為藝術家的想像圖）。如彗星等的星體近距離接觸或撞擊事件常常衍生出不少科幻作品

彗星奇特的形态，加上偶尔才能看到，古代许多地区的人们都把它视作上天的一种征兆。在中国古代，人们把它看作灾祸降临的不祥之兆，称之为“災星”。欧洲曾经把它当作上帝给予的预示。钱锺书说：“古人每借天变以谏诫帝王”，“以彗星为‘天教’、荧惑为‘天罚’”，“然君主复即以此道还治臣工，有灾异则谴咎公卿”。

### 大眾文化
在流行文化中，彗星常常被敘述為是預示世界末日和改變世界的預兆，而這個觀點也牢固地根植於西方的傳統看法中。哈雷彗星每次的回歸都會在各種類型的出版物上創造一系列聳動的新聞。其中特別受到注意的是，一些名人的出生和死亡與這顆彗星的回歸，像是馬克·吐溫（他曾預測自己會在彗星於1910年回歸時辭世，而他的預言後來也確實成真），和尤多拉·韋爾蒂（1909年出生），瑪麗·翠萍·卡本特以專曲〈哈雷來到傑克遜 〉於1987年成名。
在科幻，彗星撞擊被用來描述克服技術困難與威脅的英雄主義（《彗星撞地球》，1998年的電影），或是作为觸發全球危機的關鍵因素（《路西法的錘子》，1979年影片），或成批的殭屍（《彗星夜》，1984年影片）。近期描述撞擊的有儒勒·凡爾納的遠離彗星和的姆米穀的彗星，而大型的載人太空探測有亞瑟·查理斯·克拉克的小說《2061太空漫遊》。
早期日本動畫如《宇宙戰艦大和號》中，一座外星人機動要塞，在類似白矮星的僞裝下飛速侵略銀河系時，讓遠處的人類誤以為只是白色的彗星。電視動畫《夏洛特》中，同名夏洛特的彗星在接近地球時使部分青少年擁有了超能力。動畫電影《你的名字》以分裂後的彗星墜落地球小鎮釀成的災害作爲故事背景。

## 延伸閱讀
- Schechner, S. J. . Princeton University Press. 1997..
- Brandt, J.C. and Chapman, R.D.: Introduction to comets, Cambridge University Press 2004
- 《彗星─性質及觀測方法》，香港太空館編製，香港市政局出版，1986年初版，1997年3月再版；ISBN 962-7054-08-8／UC 10641

## 外部連結
- 彗星專欄（页面存档备份，存于）

- 中的“Comets”
- Comets Page（页面存档备份，存于） at NASA's Solar System Exploration（页面存档备份，存于）
- International Comet Quarterly（页面存档备份，存于）
- How to Make a Model of a Comet（页面存档备份，存于） audio slideshow – National High Magnetic Field Laboratory（英语：National High Magnetic Field Laboratory）
- Catalogue of the Solar System Small Bodies Orbital Evolution（页面存档备份，存于）